# Feuerherz (film)
Pour le groupe allemand, voir Feuerherz.
Pour plus de détails, voir Fiche technique et Distribution.
Feuerherz est un film allemand réalisé par Luigi Falorni, sorti en 2008.

## Synopsis
L'histoire vraie d'une jeune soldate en Érythrée.

## Fiche technique
- Titre : Feuerherz
- Réalisation : Luigi Falorni
- Scénario : Luigi Falorni et Gabriele Kister d'après l'autobiographie de Senait Mehari
- Musique : Andrea Guerra et Stephan Massimo
- Photographie : Judith Kaufmann
- Montage : Anja Pohl
- Production : Andreas Bareiß, Bernd Burgemeister, Sven Burgemeister, Gloria Burkert, Claudia Gladziejewski, Johanna Hanslmayer, Jochen Kölsch, Monika Lobkowicz, Andreas Schreitmüller et Hubert von Spreti
- Société de production : TV-60 Filmproduktion, Burkert Bareiss Development, Arte, Aichholzer Filmproduktion et Beta Cinema
- Pays :  Allemagne,  Autriche et  France
- Genre : Biopic, drame et guerre
- Durée : 92 minutes
- Dates de sortie : 
  -  Allemagne : 14 février 2008 (Berlinale), 29 janvier 2009

## Distribution
- Letekidan Micael : Awet
- Solomie Micael : Freweyini
- Seble Tilahun : Ma'aza
- Daniel Seyoum : Mike'ele
- Mekdes Wegene : Amrit
- Samuel Semere : Haile

## Distinctions
Le film a été présenté en sélection officielle en compétition lors de Berlinale 2008.